# Xander de Buisonjé

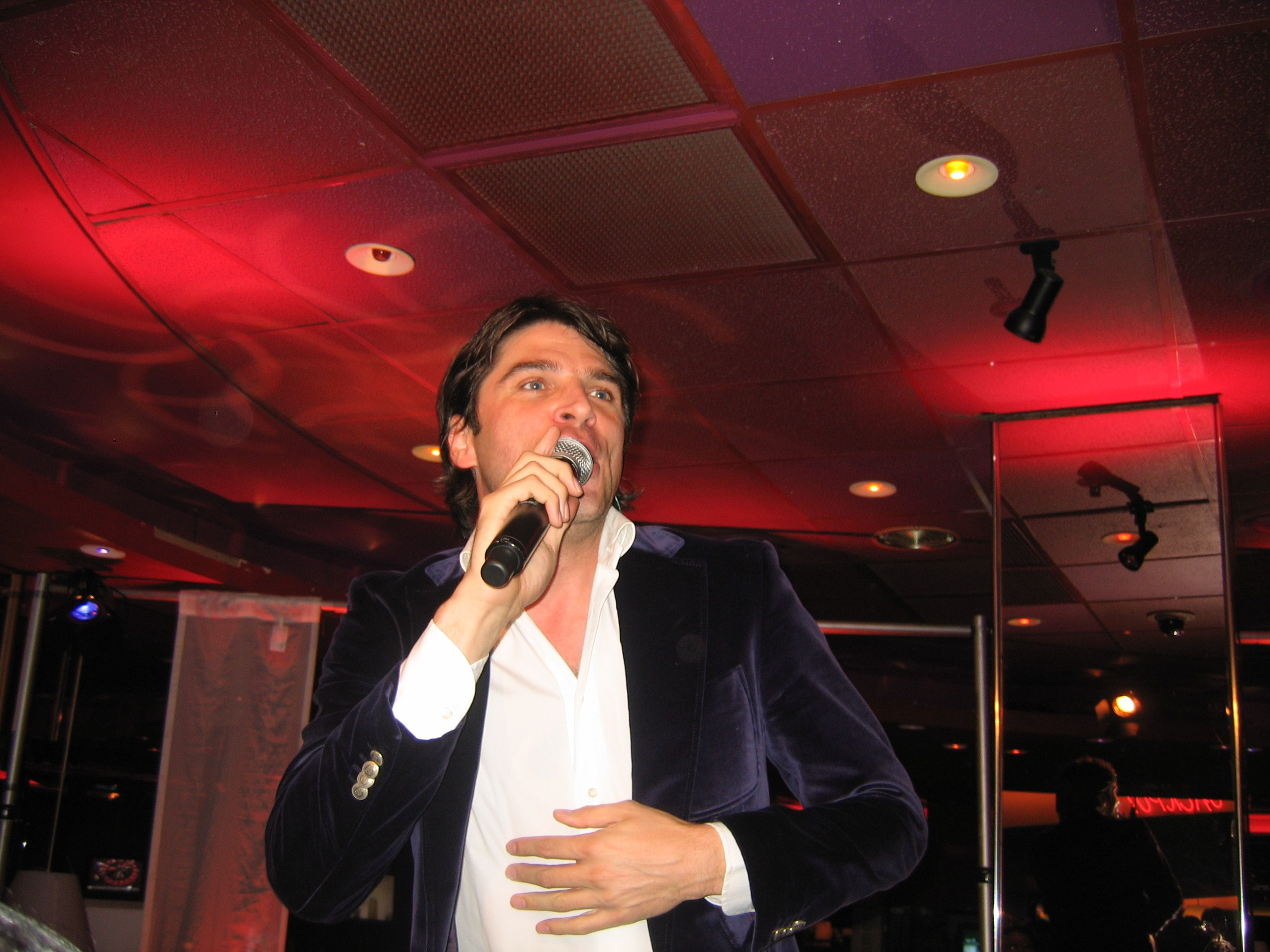
Xander de Buisonjé (2009)

Serge Alexander (Xander) de Buisonje (* 19. Juli 1973 in Voorburg) ist ein niederländischer Sänger, der in niederländischer und englischer Sprache singt.

## Biografie
De Buisonjé schloss den Havo auf dem Lorentz Casimir Lyceum in Eindhoven ab. Erste Bekanntheit erlangte er mit der Maastrichter Band Volumia!, die am 18. April 2002 ihren letzten Auftritt hatte. Zu deren erfolgreichsten Liedern gehörte unter anderem Afscheid, das Platz vier in den niederländischen Top 40 erreichte.
Während des Abschiedskonzerts in der Amsterdam Arena für den im September 2004 verstorbenen André Hazes sang De Buisonjé Hazes Hit Zij gelooft in mij (Sie glaubt an mich). De Buisonjé machte eine Pause und gab im Herbst 2005 ein Konzert in der Heineken Music Hall.
2010 moderierte er De vrienden van Amstel LIVE im Ahoy Rotterdam.
2012 erschien der Song De wereld redden im Rahmen der Veröffentlichung seines Livealbums Xander in Concert. Der Song war eine Hommage an den deutschen Sänger Tim Bendzko und dessen Song Nur noch kurz die Welt retten. Der Song erreichte Platz 33 der niederländischen Charts. Das Album wurde De Buisonjés erstes Nummer-eins-Album seiner Karriere.

## Privatleben
2003 sorgte De Buisonjé für einen Skandal, nachdem kurz vor der Hochzeit mit Wendy van Dijk herauskam, dass er sie wiederholt betrogen hatte. Darauf verweigerte sie ihm die Heirat, obwohl sie ein Kind von ihm erwartete. Er erkannte seinen Sohn Sem später trotzdem an und sorgte für ihn.
Nachdem am 26. Januar 2010 sein Sohn Dex von seiner Freundin Sophie Steger zur Welt kam, heiratete er sie am 26. Juni 2010.

## Diskografie

### Alben
| Jahr | Titel              | Höchstplatzierung, Gesamtwochen, AuszeichnungChartsChartplatzierungen (Jahr, Titel, Platzierungen, Wochen, Auszeichnungen, Anmerkungen) | Anmerkungen |
| Jahr | Titel              | NL | Anmerkungen |
| ---- | ------------------ | --- | ----------- |
| 2003 | Hemelsbreed        | NL25 (10 Wo.)NL |             |
| 2004 | Live en akoestisch | NL73 (5 Wo.)NL | Livealbum   |
| 2005 | Succes             | NL50 (5 Wo.)NL |             |
| 2010 | Uit liefde         | NL9 (6 Wo.)NL |             |
| 2012 | Xander In Concert  | NL1 (5 Wo.)NL | Livealbum   |

### Singles
| Jahr | Titel                              | Höchstplatzierung, Gesamtwochen, AuszeichnungChartsChartplatzierungen (Jahr, Titel, Platzierungen, Wochen, Auszeichnungen, Anmerkungen) | Anmerkungen |
| Jahr | Titel                              | NL | Anmerkungen |
| ---- | ---------------------------------- | --- | ----------- |
| 2003 | Ik zie / Helden Hemelsbreed        | NL32 (4 Wo.)NL |             |
| 2005 | Waarom Succes                      | NL35 (3 Wo.)NL |             |
| 2012 | De wereld redden Xander In Concert | NL24 (4 Wo.)NL |             |

Weitere Singles
- 2003: Stop de tijd
- 2006: Dit is mijn stem (Casser la voix) (mit Patrick Bruel)
- 2010: Een brief
- 2010: Hou van mij
- 2011: Dit is jouw dag
- 2011: Als je slaapt
- 2012: Life